# Joseph Hillis Miller
Joseph Hillis Miller (5. března 1928 – 7. února 2021) je americký literární teoretik a historik, řazený k dekonstruktivismu, silně ovlivněný též tzv. ženevskou školou literární kritiky, která stojí na fenomenologických základech. Působil na univerzitě v Yale ve stejné době jako Paul de Man, Harold Bloom a Geoffrey Hartman, proto se o nich čtyřech někdy mluví jako o Yaleské škole dekonstrukce. K hlavním oblastem jeho zájmu patřila především moderní britská literatura. Je znám svou obranou díla Jacquese Derridy před výpady z amerického akademického prostředí.